# 日野由利加
日野 由利加（ひの ゆりか、1963年1月16日 - ）は、日本の女優、声優。オフィスアネモネ所属。神奈川県横浜市出身。

## 略歴
高校1年生の時に不登校になって母が「娘のこの状況はまずい」と思い、両親の間で「何かで発散させないと大変なことになるんじゃないか」という話になり、新聞の下の方に出ていた募集広告にあった劇団ひまわりに入り、中学生向けの雑誌のモデル、テレビドラマのエキストラを経験。しかし元々子供が好きで、保育士になろうと考えており、『おかあさんといっしょ』のうたのおねえさんが夢だった。しかし不登校だったこともあり、成績がギリギリで保育士になることは断念。その時に、「どうしよう？」と悩んでいたところ、母が憧れていた文化学院を勧められて見学に行ったところ生徒は遊んでる感じであり、「これはいいぞ」と同学院文学科演劇コースに入学。同学院卒業後、昴演劇学校を経て1987年より劇団昴に所属し、2011年12月に退団。オフィスPACを経て、2025年4月1日よりオフィスアネモネ所属。近年は役者活動の他に、声優を目指す後進の指導に力を注いでいる。

## 人物
洋画吹き替えの割合が高く、ファムケ・ヤンセン、ウィノナ・ライダー、キャリー＝アン・モス、ジュリアン・ムーアなどを持ち役としている。
アニメ・ゲーム作品では大人の女性役や母親役を演じることが多い。
舞台俳優としても多く活動している。
同じ高校（神奈川県立清水ヶ丘高等学校）の後輩に同じ劇団に所属していた落合るみがいる。
趣味は愛犬との日々を挙げている。
好きな食べ物はイタリアン料理、好きな飲み物はシャンパン。好きな色として、元気になる色は赤・ピンク、ハッキリした色は白・黒を挙げている。

## 出演
太字はメインキャラクター。

### テレビアニメ
1996年
- 家なき子レミ（ジョアンナ、ジジ）
- スレイヤーズ シリーズ（1996年 - 1997年、フェミール王国の女王、バリトーネ女王） - 2シリーズ
- 超者ライディーン（たけるの母）

1997年
- EAT-MAN（ラティシア）
- 金田一少年の事件簿（1997年 - 1998年、巽綾子、宗像今日子）
- 中華一番!（雑技団美女）
- フォーチュン・クエストL（ソフィア）
- 名探偵コナン（1997年 - 2005年、大木綾子、三好麻子、山岸かおり、白石扶美子）

1998年
- カウボーイビバップ（カテリーナ）
- 超魔神英雄伝ワタル（フリザベート）
- デビルマンレディー（織田律子）

1999年
- 人形草紙あやつり左近（丘洋子）
- ゴクドーくん漫遊記（モラ・イーミズ）
- 星界の紋章（マルカ）
- 週刊ストーリーランド（1999年 - 2000年、自由の女神、女、お紺）

2000年
- 妖しのセレス（妖の母）
- ファーブル先生は名探偵（シャルロットの母）

2001年
- グラップラー刃牙（朱沢江珠、松本絹代、ジェーン 他）
- それいけ!アンパンマン（2001年 - 2023年、コチョウランさん、ききょう姫）
- バビル2世（フェレス / 桐島涼子）
- ヒカルの碁（ヒカルの母）

2002年
- 東京アンダーグラウンド（影）
- バロムワン（白鳥まり子）
- ペコラ（スチム）
- ポケットモンスター（ナルミ）

2003年
- アストロボーイ・鉄腕アトム（チョー・タンメン）
- SUBMARINE SUPER 99（クイーン・ゼ・ヴィオレシア）

2004年
- 魔法少女隊アルス（ヨーコ）
- 流星戦隊ムスメット（色部紫）

2005年
- パタリロ西遊記!（母妖怪）

2006年
- 怪 〜ayakashi〜「化猫」（さと）
- 太陽の黙示録（柳夏江）
- NIGHT HEAD GENESIS（倉橋加奈子）

2007年
- Yes!プリキュア5（夢原恵美）

2008年
- ゴルゴ13（ナタリー・ルイス）
- 神霊狩/GHOST HOUND（田部早苗）
- 魔法遣いに大切なこと 〜夏のソラ〜（豪太の母）

2009年
- こんにちは アン 〜Before Green Gables（メアリー）
- 戦国BASARA（濃姫）
- ミチコとハッチン（エリス）

2011年
- X-MEN（ジーン・グレイ）
- NARUTO -ナルト- 疾風伝（五代目水影・照美メイ）

2012年
- さんかれあ（降谷柚菜）

2014年
- 牙狼〈GARO〉-炎の刻印-（シスター・ベロニカ）

2016年
- 逆転裁判 〜その「真実」、異議あり!〜（姫神サクラ）
- ヘボット!（2016年 - 2017年、ヴィーテ姫、ノロノロン、カキカキーン、たっくん母、謎の老人）

2017年
- BORUTO-ボルト- NARUTO NEXT GENERATIONS（照美メイ）

2018年
- レイトン ミステリー探偵社 〜カトリーのナゾトキファイル〜（エニーシャ・マイヤー）

2019年
- ドメスティックな彼女（橘都樹子）

2020年
- GREAT PRETENDER（クリスティーナ）

2021年
- ふしぎ駄菓子屋 銭天堂（篤の母）

2023年
- ダークギャザリング（夜宵の母）

2024年
- リンカイ!（後楽その）
- NINJA KAMUI（マリ、サラ・ローガン）

### 劇場アニメ
1999年
- MARCO 母をたずねて三千里（レナータ、メキーネス夫人）

2000年代
- パルムの樹（2002年、コーラム）
- 聖闘士星矢 天界編 序奏〜overture〜（2004年、アルテミス）
- 劇場版 どうぶつの森（2006年、ビアンカ）
- HIGHLANDER ハイランダー 〜ディレクターズカット版〜（2008年、モーヤ）

2010年代
- 手塚治虫のブッダ -赤い砂漠よ!美しく-（2011年、マーヤー妃）
- THE LAST -NARUTO THE MOVIE-（2014年、五代目水影・照美メイ）

2020年代
- 劇場版 呪術廻戦 0（2021年、真希の母）
- 機動戦士ガンダムSEED FREEDOM（2024年、フォスター）

### OVA
- B'T-X NEO（1997年、北斗の母）
- 銀河英雄伝説外伝 螺旋迷宮（2000年、アデレード）
- 怪童丸（2001年、桜丹姫）
- サブマリン707R（2003年、キャスリン[17]）
- 新・北斗の拳（2003年、サーラ）

### Webアニメ
- サイバーパンク エッジランナーズ（2022年、グロリア・マルティネス[18]）

### ゲーム
1997年
- リフレインラブ 〜あなたに逢いたい〜（森田留美、端間みつき）※PS※SS

2002年
- ヒカルの碁 院生頂上決戦（進藤の母）

2005年
- 戦国BASARA（濃姫）
- ローグギャラクシー（ヨハンア）

2006年
- サモンナイト4（ナイア）
- 戦国BASARA2（濃姫）

2007年
- 戦国BASARA2 英雄外伝（濃姫）
- ローグギャラクシー ディレクターズカット（ヨハンナ）

2009年
- 戦国BASARA バトルヒーローズ（濃姫）

2010年
- ゴッド・オブ・ウォーIII（アフロディーテ）

2011年
- 戦国BASARA クロニクルヒーローズ（濃姫）
- NARUTO -ナルト- 疾風伝 ナルティメットインパクト（五代目水影・照美メイ）

2012年
- イース セルセタの樹海（バミー）
- NARUTO -ナルト- 疾風伝 ナルティメットストームジェネレーション（五代目水影・照美メイ）
- Never Dead（サイファ・ボルツマン）

2013年
- NARUTO -ナルト- 疾風伝 ナルティメットストーム3（五代目水影・照美メイ）

2014年
- NARUTO -ナルト- 疾風伝 ナルティメットストームレボリューション（五代目水影・照美メイ）

2016年
- NARUTO -ナルト- 疾風伝 ナルティメットストーム4（五代目水影・照美メイ）

2017年
- レイトン ミステリージャーニー カトリーエイルと大富豪の陰謀（エニーシャ・マイヤー）

2019年
- 戦国BASARA バトルパーティー（濃姫）

2020年
- キューピット・パラサイト（キャサリン・スペード）

2023年
- 崩壊:スターレイル（幻朧）

### ドラマCD
- 乙女はお姉さまに恋してる（藤本椿）
- 貴族探偵エドワード（ジェイド）
- 逆境ナイン（有馬）
- 困った時には星に聞け!（柏木亜也子）
- 天使禁猟区（アナエル）
- 新世紀GPXサイバーフォーミュラSAGA ROUND2 マスコットギャルズ・パニック（D.J・ジョージ）
- 魔神英雄伝ワタル外伝 CDシネマ1 ピュアピュアヒミコ 第一巻（教師）

### オーディオブック
- マチネの終わりに（洋子の母）

### 吹き替え

#### 担当女優
アン・ヘッシュ
- あなたの旅立ち、綴ります（エリザベス）
- ジョンQ -最後の決断-（レベッカ・ペイン院長）※日本テレビ版
- フェイク（マギー・ピストーネ）※ポニーキャニオン版

イングリッド・バーグマン
- カサブランカ（イルザ・ラント）※PDDVD版
- ガス燈（ポーラ・アルキスト・アントン）※PDDVD版
- ジャンヌ・ダーク（ジャンヌ・ダーク）※PDDVD版
- 白い恐怖（コンスタンス・ピーターソン）※PDDVD版
- 誰が為に鐘は鳴る（マリア）※PDDVD版
- 山羊座のもとに（ヘンリエッタ）※PDDVD版

ウィノナ・ライダー
- エイジ・オブ・イノセンス/汚れなき情事（メイ・ウェランド）
- エイリアン4（アナリー・コール）※ソフト版
- おとなの恋は、まわり道（リンジー）
- ドラキュラ（ミナ・マーレイ/エリザベータ）※旧ソフト版
- BOYS（パティ・ヴェア）
- Mr.ディーズ（ベイブ・ベネット）
- 若草物語（ジョー・マーチ）

エヴァ・ロンゴリア
- ヴィジョン/暗闇の来訪者（アイリーン）
- デスパレートな妻たち（ガブリエル・ソリス）
- デビアスなメイドたち シーズン4 #1（本人役）
- マーダーズ・イン・ビルディング シーズン4 （本人役）
- ロレアル・パリ「Excellence Creme」CM（本人役）

エマニュエル・ベアール
- Mの物語（マリー・ドランブル）
- 輝ける女たち（レア・オコナー）
- 恍惚（マルレーヌ）
- ドン・ジュアン（エルヴィール）
- 8人の女たち（ルイーズ）
- ミッション:インポッシブル（クレア・フェルプス）※フジテレビ版

キャサリン・ゼタ＝ジョーンズ
- アメリカン・スウィートハート（グウェン・ハリソン）
- ザ・タイタニック 運命の航海（イザベラ・パラダイン）
- フュード/確執 ベティ vs ジョーン（オリヴィア・デ・ハヴィランド）
- ホーンティング（テオ）
- レジェンド・オブ・ゾロ（エレナ・デ・ラ・ベガ）※ソフト版

キャサリン・マコーマック
- シャドウ・オブ・ヴァンパイア（グレタ・シュレーダー）
- 28週後...（アリス・ハリス）
- ブレイブハート（ミューロン）

キャリー＝アン・モス
- スター・ウォーズ:アコライト（インダーラ）
- ポンペイ（アウレリア）
- マーベル・シネマティック・ユニバース（ジェリ・ホガース）
  - Marvel デアデビル
  - Marvel ジェシカ・ジョーンズ
  - Marvel アイアン・フィスト
  - Marvel ザ・ディフェンダーズ

- マトリックスシリーズ（トリニティー）
  - マトリックス ※ソフト版
  - マトリックス リローデッド ※劇場公開版
  - マトリックス レボリューションズ ※劇場公開版
  - マトリックス レザレクションズ ※劇場公開版

クリステン・ウィグ
- 宇宙人ポール（ルース・バグス）
- ブライズメイズ 史上最悪のウェディングプラン（アニー・ウォーカー）
- ローラーガールズ・ダイアリー（マギー・メイヘム）

ケイト・ウィンスレット
- アイリス（若き日のアイリス・マードック）
- いつか晴れた日に（マリアンヌ・ダッシュウッド）
- タイタニック（ローズ・デウィット・ブカター）※ソフト版
- 日蔭のふたり（スー・ブライドヘッド）

ジェニファー・ロペス
- シェイズ・オブ・ブルー ブルックリン警察（ハーリー・グレース・サントス）
- ジャック（マルケス先生）※ソフト版
- 世界で一番パパが好き!（ガートルード）

ジュリアン・ムーア
- 美しすぎる母（バーバラ・ベークランド）
- ことの終わり（サラ・マイルズ）
- サバービコン 仮面を被った街（ローズ / マーガレット）
- シングルマン（シャーロット）
- ドン・ジョン（エスター）
- ハンガー・ゲーム FINAL: レジスタンス（アルマ・コイン首相）
- ハンガー・ゲーム FINAL: レボリューション（アルマ・コイン首相）
- フォーガットン（テリー・パレッタ）
- フライト・ゲーム（ジェン・サマーズ）
- ブラインドネス（眼科医の妻）
- フリーダムランド（ブレンダ・マーティン）
- メアリー&ジョージ 王の暗殺者（メアリー・ヴィリアーズ）

ジリアン・アンダーソン
- シャドー・ダンサー（ケイト・フレッチャー）
- ハンニバル（ベテリア・デュ・モーリア博士）
- ラストキング・オブ・スコットランド（サラ・メリット）

チャーリー・ヤン
- カンフー・ジャングル（ロク・ユンサム警部）
- コールド・ウォー 香港警察 二つの正義（フェニックス・リョン）
- コールド・ウォー 香港警察 堕ちた正義（フェニックス・リョン）
- 香港国際警察/NEW POLICE STORY（ホーイー）

ティルダ・スウィントン
- アダプテーション（ヴァレリー・トーマス）
- フィクサー（カレン・クラウダー）
- 胸騒ぎのシチリア（マリアン）

テリー・ハッチャー
- 悪魔の棲む部屋（シャーロット・パーカー）
- 新スーパーマン（ロイス・レイン）
- スパイキッズ（ミセス・グラデンコ）※ソフト版
- ヘブンズ・プリズナー（クローデット・ロック）※テレビ東京版
- ラナウェイ・ジェーン（ジェーン・ドゥ）

ニコール・キッドマン
- 愛すべき夫妻の秘密（ルシル・ボール）
- 記憶の棘（アナ）
- マイ・ライフ（ゲイル・ジョーンズ）※日本テレビ版

ハリー・トッド
- クリスマス・マジック プレゼントはお天気マシーン（ミシェル・トンプソン）
- リジー&Lizzie（ジョー・マアグワイア）
- リジー・マグワイア・ムービー（ジョー・マグワイア）

ファムケ・ヤンセン
- X-MENシリーズ（ジーン・グレイ）
  - X-メン ※ソフト版
  - X-MEN2 ※劇場公開版
  - X-MEN:ファイナル ディシジョン ※劇場公開版
  - ウルヴァリン:SAMURAI
  - X-MEN:フューチャー&パスト

- ザ・グリード（トリリアン・セント・ジェームズ）※テレビ朝日版
- NIP/TUCK マイアミ整形外科医（アバ・ムーア）
- THE BLACKLIST/ブラックリスト（スーザン・“スコティー”・ハーグレイヴ）
- ブラックリスト リデンプション（スーザン・“スコティー”・ハーグレイヴ）
- ヘムロック・グローヴ（オリヴィア・ゴッドフリー）
- ヘンゼル & グレーテル（ミュリエル）
- リベンジ・ファイト（ダイアン）

ヘザー・グラハム
- ウイング・アンド・プレイヤー（テリー・ホワイト）
- 踊るマハラジャ★NYへ行く（シャローナ）
- ギリーは首ったけ（ジョセフィン・"ジョー"・ウィングフィールド）
- フロム・ヘル（メアリ・ケリー）※ソフト版
- マンハッタン恋愛事情（カーラ）
- ロスト・イン・スペース（ジュディ・ロビンソン博士）※日本テレビ版

レスリー・マン
- チェンジ・アップ/オレはどっちで、アイツもどっち!?（ジェイミー・ロックウッド）
- トム・グリーンのマネー・クレイジー スットコ大作戦（エレイン・ワーナー）
- 無ケーカクの命中男/ノックトアップ（デビー）
- 40歳からの家族ケーカク（デビー）
- 40歳の童貞男（ニッキー）

#### 映画
- アート・オブ・ウォー（エレノア・ホックス〈アン・アーチャー〉）※Netflix版
- 青いドレスの女（ダフネ・モネ〈ジェニファー・ビールス〉）
- 明るい離婚計画（サラ・ムーア〈エリザベス・ハーレイ〉）
- アクシデント（ウィリー・イェーツ〈ミア・サラ〉）
- 悪魔のような女（ミア・バラン〈イザベル・アジャーニ〉）
- アサインメント（アニエスカ）※ソフト版
- アサシン 暗・殺・者（マギー・ヘイワード〈ブリジット・フォンダ〉）※テレビ朝日版
- アサルト13 要塞警察（アレックス・サビアン〈マリア・ベロ〉）※テレビ朝日版
- アトミック・トレイン（メーガン・シーガー〈クリスティン・デイヴィス〉）※ソフト版
- あなたが寝てる間に…（ルーシー・エレノア・モデレッツ〈サンドラ・ブロック〉）
- あなたに逢えるその日まで…（デビー〈ジェニファー・アニストン〉）
- アバウト・ア・ボーイ（スージー）
- アビエイター（エヴァ・ガードナー〈ケイト・ベッキンセイル〉）
- あひる大旋風（ケイティ・ドゥーリー〈サンディ・ダンカン〉）
- アポカリプス 地球最後の日（アシュリー）
- アモーレス・ペロス（バレリア）
- 嵐が丘（キャシー・アーンショー / キャサリン〈ジュリエット・ビノシュ〉）
- アラバマ物語（モーディ・アトキンソン〈ローズマリー・マーフィ〉）※BD版
- アンダー・ザ・プラネット（カレン・ウエスト）
- アンダー・プレッシャー（クロエ・スペンサー）
- イヴの総て（カレン・リチャーズ〈セレステ・ホルム〉）※テレビ東京版
- イケてる私とサエない僕（サンディ）
- イコン ICON（ソニア・アストロヴァ）
- 1941（ジョーン・ダグラス〈ロレイン・ゲイリー〉）※BD版
- インタビュー・ウィズ・ヴァンパイア（ニューオーリンズの売春婦〈インドラ・オーヴ〉）※ソフト版
- イントルーダーズ（スザンナ〈カリス・ファン・ハウテン〉）
- インファナル・アフェア（ドクター・リー〈ケリー・チャン〉）※ソフト版
- インファナル・アフェアIII 終極無間（リー〈ケリー・チャン〉）※ソフト版
- ヴァイラス（ナディア〈ジョアンナ・パクラ〉）※日本テレビ版
- ヴァン・ヘルシング（ヴェローナ〈シルヴィア・コロカ〉）※ソフト版
- ウェールズの山（ベティ〈タラ・フィッツジェラルド〉）
- ウエスト・オブ・ザ・デッド（マルティア・マルティネス〈ローラ・ハリング〉）
- ウェディング・クラッシャーズ（キャサリーン〈ジェーン・シーモア〉）
- ウェディング・シンガー（ホリー・サリヴァン〈クリスティン・テイラー〉）
- ウェディング・プランナー（フラン・ドノリー〈ブリジット・ウィルソン＝サンプラス〉）※テレビ朝日版
- 裏窓（リザ・フレモント〈グレース・ケリー〉）※BD版
- URAMI 〜怨み〜（ローズマリー・ニューリー〈レスリー・ホープ〉）
- エア★アメリカ（コリンヌ・ランドロー〈ナンシー・トラヴィス〉）※日本テレビ版
- エアポート'08（キャロリン・“キャリー”・ロス〈ジェサリン・ギルシグ〉）
- エイリアン・スナッチャーズ（スーザン）
- エクスタシー・ワンス・モア 愛をもう一度…（リンダ・クロス〈ナスターシャ・キンスキー〉）
- エコーズ（マギー・ウィツキー〈キャスリン・アーブ〉）
- エスケープ・フロム・L.A.（ブレイゼン〈ミシェル・フォーブス〉）※ソフト版
- エバー・アフター（マルガリート）
- オータム・イン・ニューヨーク（リサ・タイラー〈ヴェラ・ファーミガ〉）
- オーバー・サマー 爆裂刑事（ティン・ユン〈ステファニー・ラム〉）
- オールウェイズ（ドリンダ・ダーストン〈ホリー・ハンター〉）※日本テレビ版
- 狼 男たちの挽歌・最終章（ジェニー〈サリー・イップ〉）※カルチュア・パブリッシャーズ版
- 男たちの挽歌4（タイハの妻）
- 踊れトスカーナ!（ペネロペ）
- オリエント急行殺人事件 死の片道切符（ヴェラ・ロサコフ）
- カサブランカ（イヴォンヌ〈マデリーン・ルボー〉）※テレビ東京版
- 風と共に去りぬ（スカーレット・オハラ〈ヴィヴィアン・リー〉）※ソフト版・PDDVD版
- 風とライオン（イーデン〈キャンディス・バーゲン〉）※ソフト版
- Cut カット!（ヴァネッサ・ターンビル〈モリー・リングウォルド〉）
- 華麗なる恋の舞台で（ジュリア・ランバート〈アネット・ベニング〉）
- ガン&トークス（オ・ヨンナン）
- ガンシャイ（ジュディ・ティップ〈サンドラ・ブロック〉）
- がんばれ!ビーバー（ジューン）
- 機械じかけの小児病棟（エイミー・ニコルズ〈キャリスタ・フロックハート〉）
- 喜劇王（キュンイー〈カレン・モク〉）
- 危険な天使たち（モニカ・イップ）
- キスへのプレリュード（リタ・ボイル〈メグ・ライアン〉）※ソフト版
- キッド（エイミー〈エミリー・モーティマー〉）
- キューブ2（ケイト・フィルモア〈カリ・マチェット〉）※テレビ東京版
- 9000マイルの約束（カトゥリン・フォレル〈イリス・ベーム〉）
- 今日、キミに会えたら（リズ〈フィノラ・ヒューズ〉）
- 脅迫者 バッド・スパイラル（ターニャ・ダンカン〈アンジェラ・フェザーストーン〉）
- キリング・ゾーイ（ゾーイ〈ジュリー・デルピー〉）
- ギルバート・グレイプ（ベッキー〈ジュリエット・ルイス〉）
- 疑惑の炎（エリザベス・ギルバート〈ローラ・ダーン〉）
- KOOL 殺戮の銃弾（ヴァネッサ）
- 暗い日曜日（イロナ・ヴァルナイ〈エリカ・マロジャーン〉）
- クラッシュ・ダイブ 急速潜航（リサ・スターク〈キャサリン・ベル〉）※フジテレビ版
- グリーン・ドラゴン（トゥイ〈ヘップ・ティ・リー〉）
- クリスティーナの好きなコト（コートニー・ロックリフ〈クリスティナ・アップルゲイト〉）
- グリッドファイヤー（ミシェール・コナー〈キャシー・アイアランド〉）
- グレイテスト・ショーマン（レティ・ルッツ〈キアラ・セトル〉）
- クレイマー、クレイマー（マーガレット・フェルプス〈ジェーン・アレクサンダー〉）※BD版
- クロッシング（シャーロット・ハート）
- 黒豹天下/ブラックパンサー（ツィンツィン〈ブリジット・リン〉）
- ゲーム（クリスティーン〈デボラ・カーラ・アンガー〉）※テレビ朝日版
- 下宿人（エレン〈ホープ・デイヴィス〉）
- 訣別の街（マリベス・コーガン〈ブリジット・フォンダ〉）
- ゴーストオーシャン（イオナ）
- ゴーストマンション（パム・メイソン）
- ゴーン・フィッシン'（リタ〈ロザンナ・アークエット〉）
- 恋人たちの食卓（チアチエン〈ウー・チェンリン〉）
- ココ・アヴァン・シャネル（エミリエンヌ・ダランソン〈エマニュエル・ドゥヴォス〉）
- 心のままに（スーザン）
- 50歳の恋愛白書（ジジ・リー〈モニカ・ベルッチ〉）
- コレリ大尉のマンドリン（ペラギア〈ペネロペ・クルス〉）
- 殺しのドレス（リズ・ブレーク〈ナンシー・アレン〉）※ソフト版
- サーベルタイガー（ケイシー・バリンジャー）
- 最後の恋のはじめ方（アレグラ・コール〈アンバー・ヴァレッタ〉）
- サイコパス（モリーン・ハッチャー〈パッツィ・ケンジット〉）
- サイバー・ファイター/復讐の使者（ニッキー・カーター）
- サイモン・バーチ（レベッカ・ウェントワース〈アシュレイ・ジャッド〉）
- ザ・グラディエーター/復讐のコロシアム（アイオーネ〈ジェニファー・ルービン〉）
- 殺人核弾頭キングコブラ（リンディ・キンケイド〈キンバリー・ケイツ〉）
- 殺人療法/臓器強奪（ルーシー・フリン〈ミシェル・ジョンソン〉）
- サハラ 死の砂漠を脱出せよ（エヴァ・ロハス〈ペネロペ・クルス〉）※テレビ東京版
- ザ・フォッグ（スティーヴィー・ウェイン〈セルマ・ブレア〉）
- ザ・プレイヤー（ナタリー）※テレビ朝日版
- サマー・オブ・サム（ディオナ〈ミラ・ソルヴィノ〉）
- ザ・ロック（カーラ・ペスタロッツィ〈ヴァネッサ・マーシル〉）※日本テレビ版
- 三銃士（アン王妃〈ガブリエル・アンウォー〉）※テレビ朝日版
- サンダーアーム/龍兄虎弟（ローラ〈ロザムンド・クワン〉）※ソフト版
- サンフランシスコ大地震（ジェニファー・"ジェニー"・サットン）
- 幸せのポートレート（メレディス・モートン〈サラ・ジェシカ・パーカー〉）
- ジェラルドのゲーム（ジェシー〈カーラ・グギノ〉）
- 地獄曼陀羅 アシュラ（ニシャー）
- 史上最悪のボートレース ウハウハザブーン（ヘザー）
- 獅子よ眠れ（モニカ〈モニカ・チャン〉）
- 死の標的（メリッサ）※テレビ朝日版
- シモーヌ（シモーヌ〈レイチェル・ロバーツ〉）
- ジャッカルの日（デニース）※テレビ東京版
- ジャングル・ブック（キティ〈レナ・ヘディ〉）※VHS版
- シャンハイ（アンナ・ランティン〈コン・リー〉）
- 上海1920 あの日みた夢のために（メイ）
- ジュマンジ（ノラ・シェパード〈ビビ・ニューワース〉）※新盤DVD・BD版
- ジョージ（マチルダ〈エヴァ・メンデス〉）
- ジョージアの日記/ゆーうつでキラキラな毎日（コニー・ニコルソン〈カレン・テイラー〉）
- ジョーズ・アタック2（ジャネット・ベイツ博士）
- 女医（ベス・タフト〈ブルック・シールズ〉）
- 少林サッカー（ブレードシスターズ・妹〈セシリア・チャン〉）※日本公開版
- ジョニー・デスティニー（ルシール〈ナンシー・トラヴィス〉）
- ジョンQ -最後の決断-（デニーズ・アーチボルド〈キンバリー・エリス〉）※ソフト版
- 死霊館 悪魔のせいなら、無罪。（魔女[28]）
- 好きと言えなくて（ノエル〈ユマ・サーマン〉）
- スクリーム3（ジェニファー・ジョリー〈パーカー・ポージー〉）
- ストーリー・オブ・マイライフ/わたしの若草物語（ママ〈ローラ・ダーン〉[29]）
- ストランデッド（スザナ・サンチェス）
- スパイ・エンジェル グラマー美女軍団（ニコル）
- スピーシーズ 種の起源（シル〈ナターシャ・ヘンストリッジ〉）※テレビ朝日版
- スペースバンパイア（女バンパイア〈マチルダ・メイ〉）※テレビ朝日新録版
- SLAM（ローレン・ベル〈ソーニャ・ソーン〉）
- スリー・キングス ※フジテレビ版
- セブン（トレイシー・ミルズ〈グウィネス・パルトロー〉）※フジテレビ版
- ぜんぶ、フィデルのせい（マリー〈ジュリー・ドパルデュー〉）
- 戦慄のストーカー/ある女子学生の場合（エリザベス・“ベス”・ノウルトン〈ブルック・ラングトン〉）
- ソードフィッシュ（ジンジャー・ノウルズ〈ハル・ベリー〉）※日本テレビ版
- ソフィーの選択（ソフィー〈メリル・ストリープ〉）※ソフト版
- ソルジャー（サンドラ〈コニー・ニールセン〉）※ソフト版
- ターミネーター2（サラ・コナー〈リンダ・ハミルトン〉）※新ソフト版
- 大逆転（ペネロープ・ピークス〈クリスティン・ホルビー〉）※テレビ朝日版
- タイタス（ラヴィニア〈ローラ・フレイザー〉）
- 大脱出（アビゲイル〈エイミー・ライアン〉）
- タイムコップ（メリッサ・ウォーカー〈ミア・サラ〉）※テレビ朝日版
- 太陽の雫（若き日のヴァレリー〈ジェニファー・イーリー〉）
- TAXi3（キウ〈バイ・リン〉）※ソフト版
- TAXI NY（ヴァネッサ〈ジゼル・ブンチェン〉）※フジテレビ版
- TATARI タタリ（メリッサ・マーガレット・マー〈ブリジット・ウィルソン＝サンプラス〉）
- タトゥー（マーヤ〈ナデシュダ・ブレニッケ〉）
- 007シリーズ
  - 007 ゴールドフィンガー（プッシー・ガロア〈オナー・ブラックマン〉）※ソフト版
  - 007 死ぬのは奴らだ（ソリテア〈ジェーン・シーモア〉）※ソフト版
  - 007 ゴールデンアイ（ナターリア・シミョノヴァ〈イザベラ・スコルプコ〉）※テレビ朝日版
- ダメージ（アンナ・バートン〈ジュリエット・ビノシュ〉）※ソフト版
- 誰よりも狙われた男（イルナ・フライ〈ニーナ・ホス〉）
- ダロウェイ夫人（若き日のクラリッサ・ダロウェイ〈ナターシャ・マケルホーン〉）
- ダンス・ウィズ・ミー（パトリシア〈ジェーン・クラコウスキー〉）
- チーム★アメリカ/ワールドポリス（リサ）
- ちびっこギャング（A・J・ファーガソン〈リーバ・マッキンタイア〉）
- ツイン・タウン
- ディープシャーク（ケリー・ワグナー〈ブランディ・シャーウッド〉）
- ディスクロージャー（シンディ）※テレビ朝日版
- デス・スピード（タミー〈ニコール・エガート〉）
- デスパレート 愛されてた記憶（アン・シン〈ヴィッキー・チャオ〉）
- デスペラード・イン・ウエスト（マーラ）
- デッドロック（アレックス〈サラ・ウィンター〉）
- デビル・ハザード（カーデル博士〈バレリー・クルス〉[30]）
- 天と地（レ・リー〈ヘップ・ティ・リー〉）
- ドクター・ドリトル（リサ・ドリトル〈クリステン・ウィルソン〉）※日本テレビ版
- ドクター・ドリトル2（リサ・ドリトル〈クリステン・ウィルソン〉）※テレビ朝日版、（熊のエヴァ〈リサ・クドロー〉）※ソフト版
- 年下のひと（ジョルジュ・サンド〈ジュリエット・ビノシュ〉）
- トップガン（シャーロット・“チャーリー”・ブラックウッド〈ケリー・マクギリス〉）※日本テレビ版
- 隣の家の少女（ルース・チャンドラー）
- 隣のリッチマン（デビー・ディングマン〈レイチェル・ワイズ〉）
- ドライブ・ハード（テッサ・ロバーツ）
- トラウマ/鮮血の叫び（グレイス〈ローラ・ジョンソン〉[31]）
- 鳥（アレックス〈スザンナ・シモン〉）
- トロン（ローラ / ヨーリ〈シンディ・モーガン〉）※ソフト版
- ナイト・オブ・ザ・リビングデッド 最終版（ヘレン・クーパー、ヒルダ・クランツ）
- ナイトメア ミュージアム（ハンナ・カメリーナ・トリーニ・フランクマン〈ヤンシー・バトラー〉）
- ナバロンの嵐（マリッア〈バーバラ・バック〉）※ソフト版
- ネットフォース（サルキー・ファレル）※ソフト版
- ノース 小さな旅人（ノースの母〈ジュリア・ルイス＝ドレイファス〉）
- ノー・トゥモロー（ララ）
- ノストラダムス（アン〈アスンプタ・セルナ〉）
- バーティカル・リミット（モニク〈イザベラ・スコルプコ〉）※テレビ朝日版
- ハード・ウェイ（スーザン〈アナベラ・シオラ〉）※テレビ朝日版
- ハードキャッシュ（ヴァージニア〈ダリル・ハンナ〉）
- ハード・ターゲット（ナターシャ・ビンダー〈ヤンシー・バトラー〉）※ソフト版
- ハード・ラッシュ（ケイト・ファラデイ〈ケイト・ベッキンセール〉）
- ハーモニーベイの夜明け（リン・パウエル〈モーラ・ティアニー〉）
- パウロ 愛と赦しの物語（プリスカ〈ジョアンヌ・ウォーリー〉）
- バウンティ・キッド（エヴァ〈エレン・バーキン〉）
- バジル（クララ・フェアファックス）
- バチカンで逢いましょう（マリー〈アネット・フィラー〉）
- バック・トゥ・ザ・フューチャー PART3（マギー・マクフライ / ロレイン・マクフライ〈リー・トンプソン〉）※日本テレビ版
- バットマン フォーエヴァー（シュガー〈ドリュー・バリモア〉）※ソフト版
- バットマン & ロビン Mr.フリーズの逆襲（ジュディ・マディソン〈エル・マクファーソン〉）※ソフト版
- 花咲ける騎士道（ポンパドゥール夫人〈エレーヌ・ド・フジュロル〉）
- ハピネス（ヘレン・ジョーダン〈ララ・フリン・ボイル〉）
- ハムナプトラ2/黄金のピラミッド（アナクスナムン〈ミラ〉〈パトリシア・ヴェラスケス〉）※フジテレビ版
- バリスティック（ヴィン〈タリサ・ソト〉）※テレビ朝日版
- ハルク（エディス・バナー〈カーラ・ブオノ〉）
- パルメット（ニーナ〈ジーナ・ガーション〉）※VHS版
- パンドラ・プロジェクト（ウェンディ・レーン〈エリカ・エレニアック〉）
- ハンニバル（アレグラ・パッツィ〈フランチェスカ・ネリ〉）※ソフト版
- ハンニバル・ライジング（レディ・ムラサキ〈コン・リー〉）
- ヒーロー/靴をなくした天使（ドナ・オディ〈スージー・キューザック〉）※ソフト版
- 光る眼（メラニー・ロバーツ〈メレディス・サレンジャー〉）※テレビ朝日版
- 美女&野獣（ヘレン〈ヴァネッサ・グレイ〉）
- ビッグ・ガン（サンドラ）※ニュージャパンフィルム版
- ビッグママ・ハウス（シェリー・ピアース〈ニア・ロング〉）
- ビッグママ・ハウス2（シェリー・ピアース〈ニア・ロング〉）
- ひとりっ娘2（クラリス・ケンジントン）
- ビバリーヒルズ・チワワ2（コリーン・マンスフィールド）
- ファイアーライト/情炎の愛（エリザベス・ローリエ〈ソフィー・マルソー〉）
- ファイナル・コンタクト（デズ・ウィルソン〈シェリリン・フェン〉）
- ファイナル・ファイター 鉄拳英雄（レイ）
- ファウンダー ハンバーガー帝国のヒミツ（エセル・クロック〈ローラ・ダーン〉[32]）
- ファム・ファタール（ロール / リリー〈レベッカ・ローミン〉）※ソフト版
- フィアー・ドット・コム（ジーニー・リチャードソン）
- フィアー・フロム・デプス（アーデン〈カミール・サリヴァン〉）
- フェイス/オフ（サーシャ・ハスラー〈ジーナ・ガーション〉）※テレビ朝日新録版
- ブギーマン2 憑依（ジェシカ）
- 復讐者に憐れみを（リュウの姉）
- フライト・オブ・フェニックス（ケリー〈ミランダ・オットー〉）
- ブラックアウト（アニー〈ベアトリス・ダル〉）
- ブラック・ウォーター（グレース〈ダイアナ・グレン〉）
- ブラック・ハート（ジェゼベル〈ロザンナ・アークエット〉）
- フラッド（カレン〈ミニー・ドライヴァー〉）※ソフト版
- PLANET OF THE APES/猿の惑星（アリ〈ヘレナ・ボナム＝カーター〉）※機内上映版
- フランケンシュタイン（エリザベス・フランケンシュタイン〈ヘレナ・ボナム＝カーター〉）※テレビ朝日版
- フル・ブラッド（シウチン〈ン・シンリン〉）
- ブレックファースト・オブ・チャンピオンズ（グレイス〈ヴィッキー・ルイス〉）
- フレンチ・キス（ケイト〈メグ・ライアン〉）※ソフト版
- ブロークダウン・パレス（ヨン・グリーン）
- ブロードウェイと銃弾（エレン〈メアリー＝ルイーズ・パーカー〉）
- プロジェクトA2 史上最大の標的（パク〈ロザムンド・クワン〉）※ソフト版
- プンサンケ（イノク〈キム・ギュリ〉）
- ペイバック（リン・ポーター〈デボラ・カーラ・アンガー〉）※ソフト版
- ベイビーズ・デイアウト/赤ちゃんのおでかけ（ラレイン・コットウェル〈ママ〉〈ララ・フリン・ボイル〉）
- ベイビー・トーク3/ワンダフルファミリー（サマンサ）
- ペインキラー・ジェーン（カーラ・ブラウニング〈ヴィーナス・ターゾ〉）
- ヘモグロビン（キャスリーン・ストラウス）
- ペリカン文書（ダービー・ショウ〈ジュリア・ロバーツ〉）※ソフト版
- ベルベット・スパイダー（ライナ〈スタナ・カティック〉）
- ヘルレイザー リターン・オブ・ナイトメア（クリスティ）
- ベン・ハー（エスター）※テレビ東京版
- ホーカス ポーカス（サラ・サンダーソン〈サラ・ジェシカ・パーカー〉）
- ホーカス ポーカス2（サラ・サンダーソン〈サラ・ジェシカ・パーカー〉）
- ボーデロ・オブ・ブラッド/血まみれの売春宿（キャサリン・ヴェルドゥ〈エリカ・エレニアック〉）
- ホーリーマン（ケイト・ニューエル〈ケリー・プレストン〉）
- ぼくとボビーの大逆転（モーリーン・グレイ〈ジーナ・マッキー〉）
- ホスピタル・アンダー・シージ（カトリン〈ザビーナ・シュネーベリ〉）
- ホテル・スプレンディッド（キャス・クーガン〈トニ・コレット〉）
- ボブ・クレイン 快楽を知ったTVスター（パトリシア・クレイン〈マリア・ベロ〉）
- ホリデイ（ハンナ）
- マーズ・アタック!（リッチーの母〈オーラン・ジョーンズ〉）※テレビ東京版
- マーメイド・ボーイ 僕って人魚!?（シャロン・グリフィン）
- マイ スウィート ガイズ（グレース・パシック〈ロリータ・ダヴィドヴィッチ〉）
- マイノリティ・リポート（ララ・クラーク〈キャスリン・モリス〉）
- マウス・ハント（エイプリル・シュマンツ〈ヴィッキー・ルイス〉）※ソフト版
- マキシマム・エージェント（シャリース）
- マキシマム・リスク（アレックス〈ナターシャ・ヘンストリッジ〉）※テレビ朝日版
- マシニスト（スティービー〈ジェニファー・ジェイソン・リー〉）
- マスク（マギー）※日本テレビ版
- 真昼の決闘（エイミー〈グレース・ケリー〉）※PDDVD版
- マンチェスター・バイ・ザ・シー（エリーズ・チャンドラー〈グレッチェン・モル〉）
- Mr.ノーバディ（ベッカ・マンセル〈コニー・ニールセン〉）
- ミスト（アマンダ・ダンフリー〈ローリー・ホールデン〉）
- ミッション:マストダイ（アレクサ）
- ミッシング（ベス・ホーマン〈シシー・スペイセク〉）※ソフト版
- ミッドナイトクロス（サリー〈ナンシー・アレン〉）※ソフト版
- メイド・イン・マンハッタン（キャロライン〈ナターシャ・リチャードソン〉）
- メリンダとメリンダ（スーザン〈アマンダ・ピート〉）
- メン・イン・ブラック（ローレル・ウィーバー博士〈リンダ・フィオレンティーノ〉）※ソフト版
- モール・フランダース - 運命の女（マライア）
- 目撃（ケイト・ホイットニー〈ローラ・リニー〉）※テレビ朝日版
- ヤァヤァ・シスターズの聖なる秘密（若かりし頃のヴィヴィ・アボット・ウォーカー〈アシュレイ・ジャッド〉）
- U.S.シールズ（ルシア）
- ゆかいなブレディ一家/我が家がイチバン（キャロル・ブレディ〈シェリー・ロング〉）
- ゆかいなブレディー家/トラブルinハワイ（キャロル・ブレディー〈シェリー・ロング〉）
- ラスト・ショット（エミリー・フレンチ〈トニ・コレット〉）
- ラストスクリーム（ジーナ）
- ラストソルジャー（エンジェル）
- ラスト・ハーレム（サフィエ〈マリー・ジラン〉）
- ラスト・ヒーロー・イン・チャイナ 烈火風雲（イエンナ〈チョン・マン〉）※VHS版
- ラスト・ホリディ（ミセス・バーンズ〈アリシア・ウィット〉）
- ランド・オブ・ザ・ロスト（カレン〈アシヤ・ベントン〉）
- ランボー/怒りの脱出（コー・バオ〈ジュリア・ニクソン＝ソウル〉）※テレビ朝日版
- リバイヴ・エックス/世紀末プロファイル:侵略（ジャッキー・アイヴァース）
- リバウンド（メアリー・ウォルシュ校長〈メーガン・ムラーリー〉）
- リプリー（マージ・シャーウッド〈グウィネス・パルトロー〉）※テレビ朝日版
- 霊幻道士5 ベビーキョンシー対空飛ぶドラキュラ!（シスター）
- レイジング・ブレット 復讐の銃弾（ジュリー・マッキャン）※ソフト版
- レジョネア 戦場の狼たち（カトリーナ）※ソフト版
- レスリー・ニールセンの裸の石を持つ男（ジュリー・フォーリー）
- レッド・コーナー 北京のふたり（シェイ・ユイリン〈バイ・リン〉）
- レッド・ドラゴン（モリー・グレアム〈メアリー＝ルイーズ・パーカー〉）※テレビ東京版
- レッド・バイオリン（アンナ・ブソッティ）
- レディ・ウェポン（シャーリーン・チン〈マギー・Q〉）
- レディ・チャタレー（コンスタンス・チャタレー〈マリナ・ハンズ〉）
- レポゼッション・メン（キャロル〈カリス・ファン・ハウテン〉）
- レ・ミゼラブル（ファンテーヌ〈ユマ・サーマン〉）
- ローズ・レッド:ザ・ビギニング（エレン・リンバウアー）
- ロスト・ワールド/ジュラシック・パーク（デアドラ・ボーマン〈シド・ストリットメーター〉）
- ロボコップ3（マリー・ラザラス博士〈ジル・ヘネシー〉）※テレビ朝日版
- ワイアット・アープ（ジョジー・マーカス〈ジョアンナ・ゴーイング〉）※ソフト版
- ワイルド・エンジェル（レナ・ハイトマン〈エヴァ・ハーバーマン〉）※テレビ朝日版
- ワイルド・スピード MEGA MAX（モニカ・フェンテス〈エヴァ・メンデス〉）
- 101（アニタ・ラドクリフ〈ジョエリー・リチャードソン〉[33]）※テレビ朝日版
- ワンス・アンド・フォーエバー（ジュリー・ムーア〈マデリーン・ストウ〉）※ソフト版

#### ドラマ
- 愛の不時着（ジョンヨン[34]）
- アガサ・クリスティー ミス・マープル
  - パディントン発4時50分（ルーシー・アイルズバロー）
  - ポケットにライ麦を（ジェニファー・フォーテスキュー）
- アメリカン・クライム・ストーリー/弾劾裁判（リンダ・トリップ〈サラ・ポールソン〉[35]）
- アメリカン・ホラー・ストーリー アサイラム（メアリー・ユーニス〈リリー・レーブ〉）
- ER緊急救命室（リンダ・ファレル〈アンドレア・パーカー〉）
- ヴァンパイア・ダイアリーズ（エスター）
- エージェント・オブ・シールド シーズン1 #19（オードリー・ネイサン〈エイミー・アッカー〉）
- NCIS: ニューオーリンズ
  - シーズン1 #5（ヘレイン・モーガン）
  - シーズン2 #24（モリー・レイン）
  - シーズン5-7（ハンナ・コーリー〈ネカー・ザデガン〉）[36]）
- NCIS 〜ネイビー犯罪捜査班 シーズン2 #12（カレン・ウィルカーソン）
- NYPDブルー（ダイアン・ラッセル刑事〈キム・デラニー〉）
- F.B.EYE!! 相棒犬リーと女性捜査官スーの感動!事件簿（ダーシー・デアンジェロ）
- L.A.大捜査線 マーシャル・ロー（グレイス・チェン〈ケリー・ヒュー〉）
- Lの世界（ヘレナ・ピーボディー〈レイチェル・シェリー〉）
- 合衆国崩壊の日（ヘレン・マディガン〈グレタ・スカッキ〉）
- 奇皇后 〜ふたつの愛 涙の誓い〜（皇太后）
- 逆転の女王（ファン・テヒ〈キム・ナムジュ〉）
- キャッスル 〜ミステリー作家は事件がお好き（メリッサ・タルボット）
- 救命医ハンク セレブ診療ファイル（カイリー、ジュディ）
- キング・ソロモンの秘宝（エリザベス・メイトランド〈アリソン・ドゥーディ〉）
- グッド・ドクター シーズン2 #5（ルイーザ・デレオン〈レイコ・エイルスワース〉）
- グッド・ファイト シーズン1 #9（ナフターリ・アマド〈カトリーナ・レンク〉）
- グッド・ワイフ（サラ・コンリー）
- グレイズ・アナトミー5（スウェンダー）
- クレオパトラ2525（クレオ）
- 刑事ナッシュ・ブリッジス シーズン2 #2（デイナ・トレイナー）
- コールドケース（ベティ・ペトロフスキー）
- 恋するハリウッド日記 〜ジジは幸せアン・ハッピー〜（ステラ）
- ゴッサム・シティ・エンジェル（バーバラ・ゴードン〈ディナ・メイヤー〉）
- ザ・シークレット・エージェント4（プリマ）
- ザ・ディヴィジョン 5人の女刑事たち（アンジェラ・リード〈レラ・ローション〉）
- ザ・ハイツ 青春のラプソディー（リタ）
- しあわせの処方箋（エリン・ジェームソン〈アビゲイル・スペンサー〉）
- The O.C.（キルスティン・コーエン〈ケリー・ローワン〉）
- シカゴホープ（ダイアン・グラッド〈ジェイン・ブルック〉）※テレビ朝日版
- シカゴホープ Year 5,6（カーテラ）
- シャイニング（ウェンディ・トランス〈レベッカ・デモーネイ〉）※ソフト版
- ジャックと豆の木 - あなたの知らない物語（セスピー）
- 新アウターリミッツ シーズン1 #3（ヴァレリー）
- SCORPION/スコーピオン シーズン2 #19（ロレイン）
- スピン・シティ（ローリー・パレス〈ポーラ・マーシャル〉）
- 7デイズ/時空大作戦（ジャスティナ・ベイル〈オルガ・ヴカビッチ〉）
- ダークエンジェル シーズン2 #11（レイチェル・ベリスフォード〈ミーガン・オリー〉）※ソフト版
- ダーク・マテリアルズ/黄金の羅針盤（マ・コスタ〈アンヌ＝マリー・ダフ〉）
- ダーマー（ジョイス）
- ターミネーター:サラ・コナー クロニクルズ（キャサリン・ウィーバー〈T-1001〉〈シャーリー・マンソン〉）
- 第一容疑者2 顔のない少女（セーラ・アレン）
- タイタンズ - 欲望のラプソディ（ヘザー）
- 太陽に向かって（チョン・ヘリン〈ミョン・セビン〉）
- ダッシュ&リリー
- ダナ&ルー〜リッテンハウス女性クリニック（ダナ）
- タルジャの春（ウィ・ソンジュ〈イ・ヘヨン〉）
- チャタレイ夫人の恋人（コニー・チャタレイ〈ジョエリー・リチャードソン〉）
- TAKEN（ケイト・キーズ〈ジュリー・ベンツ〉）
- DEFIANCE/ディファイアンス（アマンダ・ローズウォーター〈ジュリー・ベンツ〉）
- ドーソンズ・クリーク シーズン1 #10（ウルスラ）
- TRUE DETECTIVE/ロサンゼルス（ジョーダン・セミヨン〈ケリー・ライリー〉）
- NUMBERS 天才数学者の事件ファイル（キム・ホール〈サラ・ウェイン・キャリーズ〉）
- ハーパーズ・アイランド 惨劇の島（シェイ・アレン〈ジーナ・ホールデン〉）
- バーン・ノーティス 元スパイの逆襲（ホロウェイ刑事）
- 光と影
- ビバリーヒルズ青春白書（バレリー・マローン〈ティファニー・ティーセン〉）
  - 新ビバリーヒルズ青春白書（リンジー）
- 101回目のプロポーズ（ジャオ・ユンナア〈ジャン・イェン〉）
- ふたりは最高!ダーマ&グレッグ
  - シーズン4 #16（ジュディ・バラード）
  - シーズン5 #22（パトリシア〈ロザリンド・チャオ〉）
- プッシング・デイジー 恋するパイメーカー シーズン1 #8（ディリー・バルサム〈モリー・シャノン〉）
- THE BLACKLIST/ブラックリスト
  - シーズン1 #7（アン・フォレスター）
  - シーズン2 #21（ローレン・キンバリー〈ノエル・ベック〉）
- ブリジャートン家（ヴァイオレット〈ルース・ジェメル〉）
- プリティ・リトル・ライアーズ（アシュリー・マリン〈ローラ・レイトン〉）
- ベイツ・モーテル（ノーマ・ルイーズ・ベイツ〈ヴェラ・ファーミガ〉）
- マキシマ オランダ・プリンセス物語（マリア）[37]
- MACGYVER/マクガイバー（パトリシア・ソーントン〈サンドリーヌ・ホルト〉）
- MANIFEST/マニフェスト（少佐〈エリザベス・マーヴェル〉）
- ミス・マープル 動く指（ジョアンナ・バートン）
- ミッシング -サイキック捜査官- #10（タニス・アーチャー〈ミシェル・クラニー〉）
- ミディアム5 霊能者アリソン・デュボア（ジェサミン・ハンセッカー）
- ミディアム6 霊能者アリソン・デュボア（メアリー・ルイーズ・グラフ）
- 名探偵ポワロ オリエント急行の殺人（メアリー・デベナム〈ジェシカ・チャステイン〉）
- THE MENTALIST メンタリストの捜査ファイル
  - シーズン1 #16（ローリ・メディーナ〈タムリン・トミタ〉）
  - シーズン5 #11（ジョアナ・ライル）
- 野王〜愛と欲望の果て〜（ペク・ドギョン〈キム・ソンリョン〉）
- ヤングライダーズ シーズン1 #23・24（アニー〈シンシア・ニクソン〉）
- ライ・トゥ・ミー 嘘は真実を語る（キャロル）
- Life 真実へのパズル（カレン・デイビス〈ロビン・ワイガート〉）
- レバレッジ 〜詐欺師たちの流儀（ソフィー・デヴェロー〈ジーナ・ベルマン〉）
- LOST（サラ）
- 私はラブ・リーガル #7（ジリアン・フォード〈テリー・ポロ〉）
- ワンス・アポン・ア・タイム（マレフィセント〈クリスティン・バウアー・ヴァン・ストラテン〉）
- 100 オトナになったらできないこと（ヘイダー校長〈リサ・アーチ〉[38]）

#### アニメ
- アルビンとチップマンクス（ジャネット）
- くまのパディントン（メアリー・ブラウン）
- ジェイコブと海の怪物（女王）
- スター・ウォーズ/クローン・ウォーズ（サティーン）
- ピーター・パン（マイケル・ダーリング）※ポニー・バンダイ版
- ビー・ムービー（ヴァネッサ・ブルーム）
- ブランディ アンド Mr.ウィスカーズ（メリル&シェリル）

### テレビドラマ
- 素晴らしきかな人生
- 西村京太郎トラベルミステリー 陸中海岸殺人ルート
- 密会の宿7 女たちの殺人慰安旅行・忘れられた結婚指輪の秘密
- 高速戦隊ターボレンジャー
- はぐれ刑事純情派 第2シリーズ

### 舞台
- エデンの東
- クリスマス・キャロル
- コリオレイナス
- スィート・パニック
- チェーホフ的気分
- チャリング・クロス街84番地
- 罪と罰
- ハムレット
- マギーの決断

### その他コンテンツ
- Biohazard 4D-Executer（Dr.キャメロン）